# マリアーノ・アルピ
マリアーノ・アルピ（伊: Magliano Alpi）は、イタリア共和国ピエモンテ州クーネオ県にある、人口約2,200人の基礎自治体（コムーネ）。

## 地理

### 位置・広がり
コムーネの領域は、市街地のある北側領域と、南に約50km離れた領域の2つに分かれている。

#### 隣接コムーネ
隣接するコムーネは以下の通り。
北側：
- ベーネ・ヴァジエンナ
- カッル
- モンドヴィ
- ロッカ・デ・バルディ
- サンタルバーノ・ストゥーラ
- トリニタ

南側：
- フラボーザ・ソッターナ
- フラボーザ・ソプラーナ
- オルメーア
- ロッカフォルテ・モンドヴィ

#### 地震分類
イタリアの地震リスク階級 (it) では、3 に分類される
。

## 行政

### 分離集落
マリアーノ・アルピには、以下の分離集落（フラツィオーネ）がある。
- Magliano Soprano, Magliano Sottano, San Giuseppe

## 姉妹都市
- Etruria、アルゼンチン 2008年